# Voyah Passion
Voyah Passion – elektryczny i hybrydowy samochód osobowy klasy wyższej produkowany pod chińską marką Voyah od 2023 roku.

## Historia i opis modelu

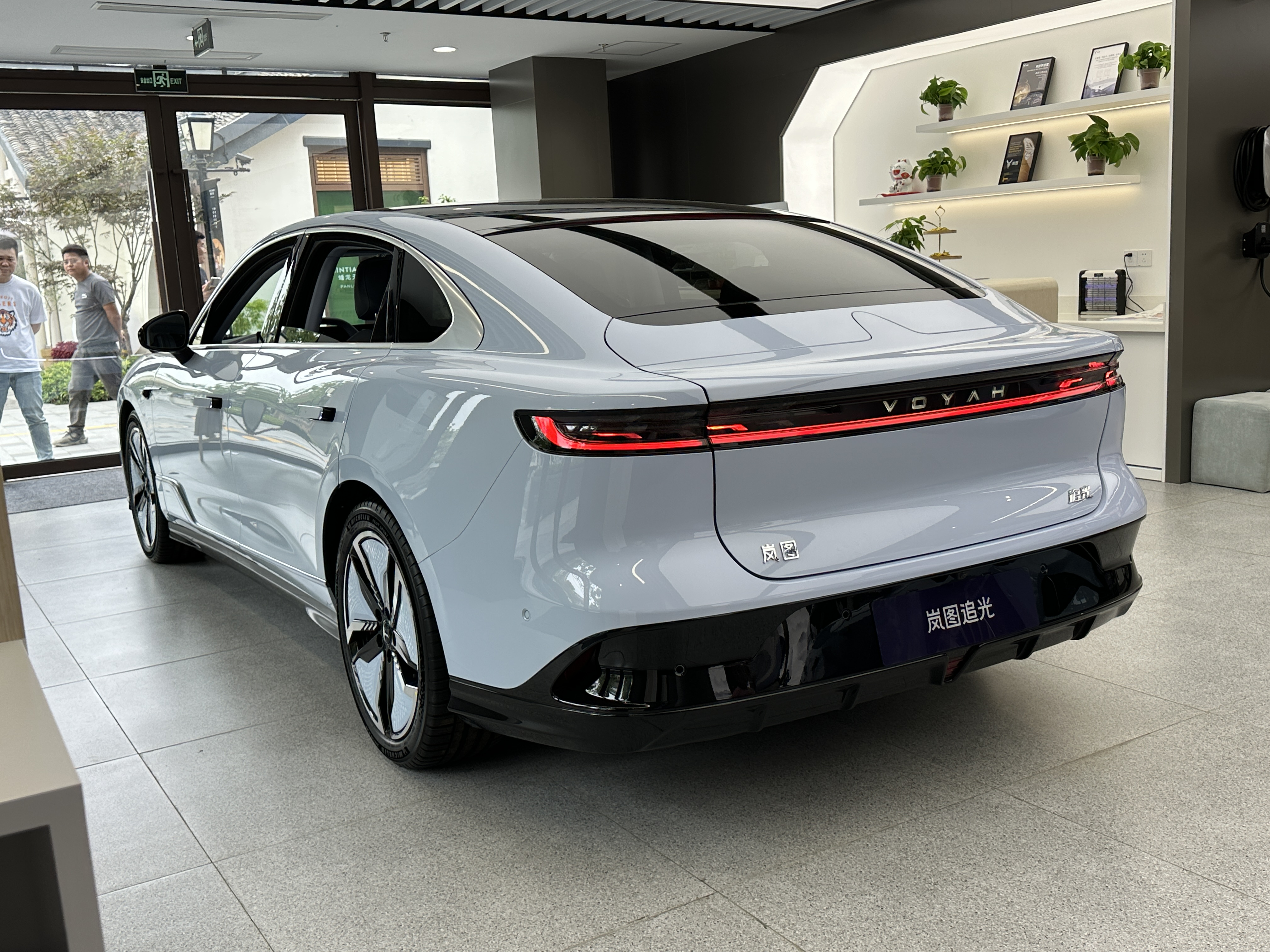
Voyah Passion - tył

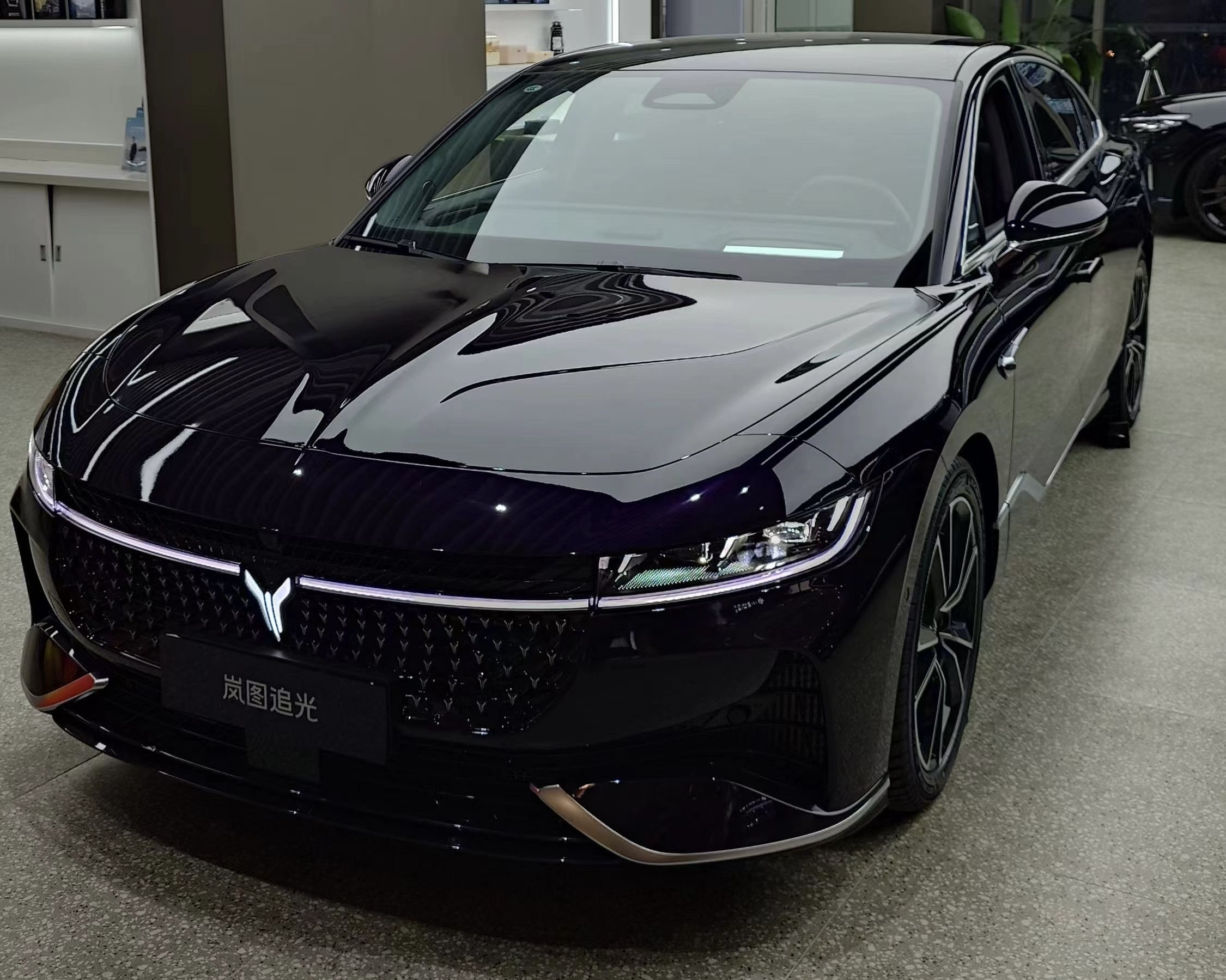
Voyah Passion PHEV

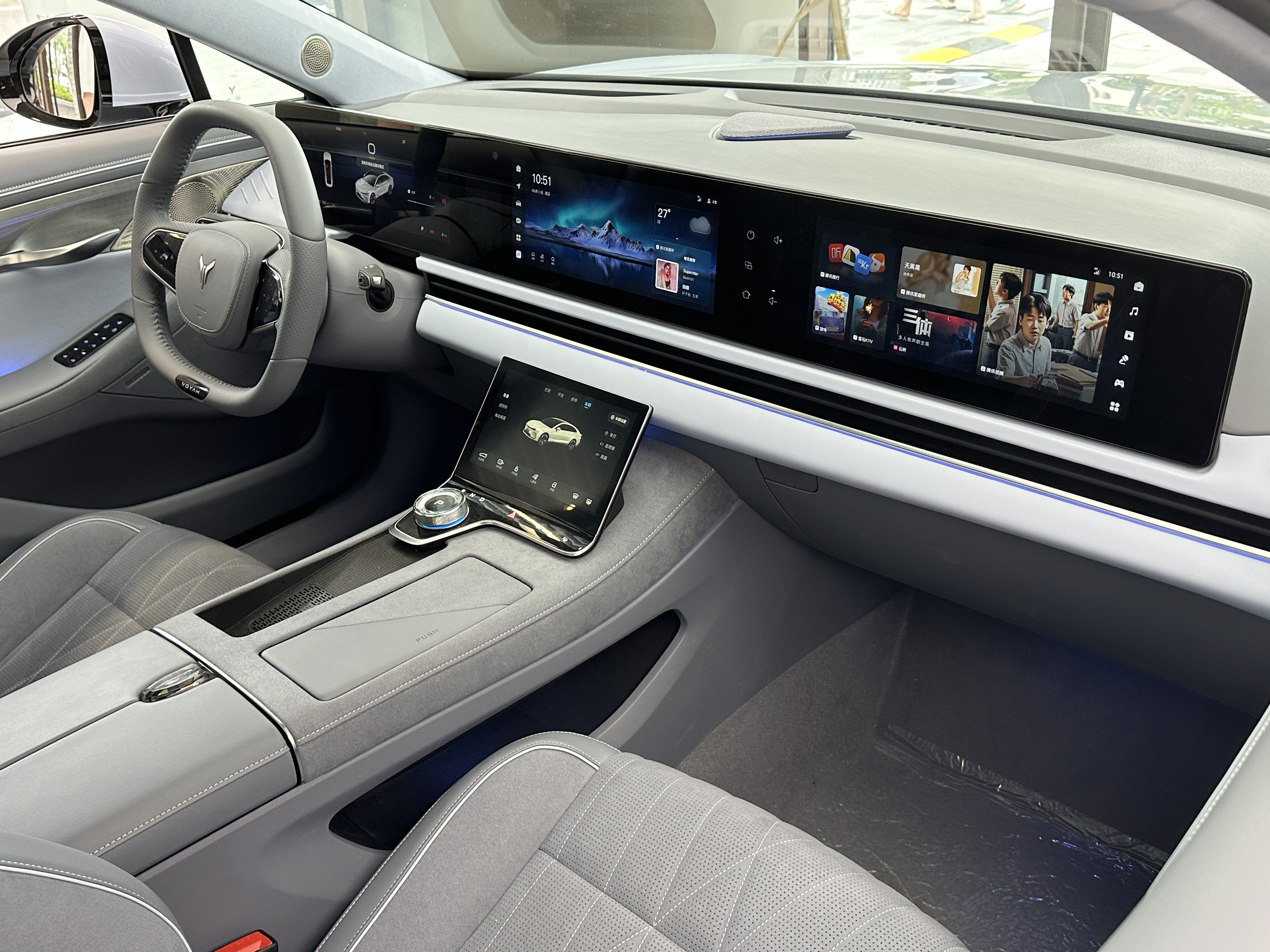
Voyah Passion - kokpit

W grudniu 2022 roku chińska marka zelektryfikowanych pojazdów Voyah przedstawiła swój trzeci model, będący jednocześnie pierwszym klasycznym samochodem osobowym w postaci luksusowej limuzyny Passion. Samochód został utrzymany w estetyce tożsamej z SUV-em Free i minivanem Dreamer, wyróżniając się smukle zarysowaną sylwetką z ukrytymi klamkami, przetłoczeniami na drzwiach i łagodnie opadającą linią dachu nawiązującą do samochodów typu fastback. 
Pas przedni utworzyły agresywnie ukształtowane reflektory, które połączył pas świetlny zintegrowany z logiem firmowym utworzonym z diod LED. Tylną część nadwozia przyozdobił m.in. otwierany spojler, z kolei 31 czujników, 12 kamer, 5 radarów i 12 ultradźwiękowych sensorów zapewnia poruszanie się w trybie półautonomicznej jazdy.
Voyah Passion został oparty na modułowej płycie podłogowej ESSA współdzielonej z modelem Free, która umożliwia m.in. płaskie ulokowanie baterii układu napędowego pod kabiną pasażerską. Luksusowo zaaranżowane wnętrze zostało zdominowane przez wyświetlacze, które utworzył także położony pod kątem dotykowy panel klimatyzacji. Ponadto, deskę rozdzielczą pokrył pas trzech 12,3 calowych ekranów tworzonych przez kolejno: cyfrowe zegary, centralny ekran dotykowy oraz panel dotykowy dla pasażera.

### Sprzedaż
Początek sprzedaży flagowej limuzyny firmy pod chińską nazwą Voyah Zhuiguang rozpoczął się na lokalnym rynku na początku 2023 roku. Pierwsze sztuki opuściły zakłady produkcyjne chińskiej firmy w Wuhan w połowie stycznia 2023. Samochód można nabyć zarówno w formie tradycyjnej, jak i poprzez model tzw. subskrypcji baterii wzorem konkurencyjnego NIO. Ceny luksusowej limuzyny zaczynają się od pułapu 322 900 juanów, z rozpoczęciem dostaw w kwietniu 2023. W tym samym czasie firma przedstawiła specyfikację elektrycznego sedana na rynek rosyjski, ogłaszając zarazem globalną eksportową nazwę Voyah Passion.

### Dane techniczne
Podobnie jak w przypadku dotychczasowych modeli marki Voyah, Passion powstał zarówno z myślą o elektrycznym, jak i hybrydowym napędzie. W tym pierwszym układ tworzy go silnik elektryczny o mocy 503 KM i 730 Nm maksymalnego momentu obrotowego, co pozwala na rozpędzenie się do 100 km/h w 3,8 sekundy. Nabywcy mają do wyboru dwa pakiety baterii: mniejszy 86 kWh oferujący zasięg 580 kilometrów (norma CLTC) lub większy 109 kWh pozwalający przejechanie na jednym ładowaniu do ok. 730 kilometrów. W lipcu 2023 przedstawiono także spalinowo-elektryczną odmianę hybrydową, którą wzbogacił turbodoładowany 1,5 litrowy silnik benzynowy wydłużający zasięg w cyklu mieszanym do 1000 kilometrów. Wizualnie hybrydowy Voyah Passion zyskał duży wlot powietrza w przednim zderzaku.